# CA Ypiranga
Der Clube Atlético Ypiranga, kurz oft CAY,  ist ein  Sportverein aus der brasilianischen Metropole São Paulo, der vor allem durch seine Fußballmannschaft in der ersten Hälfte des letzten Jahrhunderts Aufmerksamkeit erreichte. Nachdem der im Stadtzentrum gegründete Verein zunächst mehrere Heimstätten hatte zog er 1929, nach einer Fusion mit Nacional, Independência, Silex und América in das Viertel Ipiranga um, das als Stätte der Unabhängigkeitserklärung Brasiliens bereits ursprünglich zur Namensgebung des Vereins diente.
Der CA Ypiranga wurde am 10. Juni 1906 von Abtrünnigen des SC Germânia und weiteren Vereinen gegründet. 1909 beschloss die Vereinsführung unter Präsident Adolfo Wellische der Liga Paulista de Foot-Ball beizutreten und damit an der Meisterschaft von São Paulo teilzunehmen. Im April 1910 qualifizierte sich die Mannschaft durch zwei siegreiche Partien in einer kleinen Ausscheidungsrunde für die Ligateilnahme. Die Fußballmannschaft des Klubs gehörte bald zu den stärksten Mannschaften der Liga von São Paulo. Ypiranga gewann zwar keinen Titel, wurde aber 1913, 1935 und 1936 jeweils Vizemeister bei der Staatsmeisterschaft. 1919 besiegte Ypiranga bei der Einweihung des Stadions Parque Antarctica Palestra Italia, dieser Tage als SE Palmeiras bekannt, mit 6:1.
In der Glanzzeit waren auch einige historisch immer noch beachtenswerte Spieler für Ypiranga am Ball. Brasiliens erster Star Arthur Friedenreich wurde beim Verein 1914 und 1917 Torschützenkönig. Bis 1948 wurden noch drei weitere Spieler von Ypiranga Torschützenkönige der Staatsmeisterschaft von São Paulo. Xavier Camargo „Formiga“, der 1922 acht Mal für Brasilien antrat, war lange Jahre beim Verein. Auch Moacyr Barbosa, der unglückliche Torhüter der Fußballnationalmannschaft von Brasilien bei der Fußball-Weltmeisterschaft 1950, spielte vormals für Ypiranga.
Nach dem Abstieg aus der zweiten Liga 1958 wurde die Profimannschaft aufgelöst. Im letzten Spiel am 14. Dezember 1958 trennte sich CAY mit dem Jabaquara  AC 3:3. Heutzutage bietet der CA Ypiranga neben Amateurfußball noch Sportarten wie Poolbillard, Snooker, Schwimmen, Tennis, Volleyball und Squash an.

## Bekannte Spieler
- Arthur Friedenreich, 1910–11, 1919–15, 1917, brasilianischer Ursuperstar
- Xavier Camargo „Formiga“, 1919–17, 1919–20, Nationalspieler
- Moacyr Barbosa, 1942–44, Vizeweltmeister 1950
- José Faragassi, ca. 1922, Nationalspieler, Sieger Copa Roca
- Mário Travaglini 1948–52, in den 1960er und -70er Jahren Erfolgstrainer, u. a. bei Palmeiras und Vasco da Gama